# 岡太神社 (西宮市)

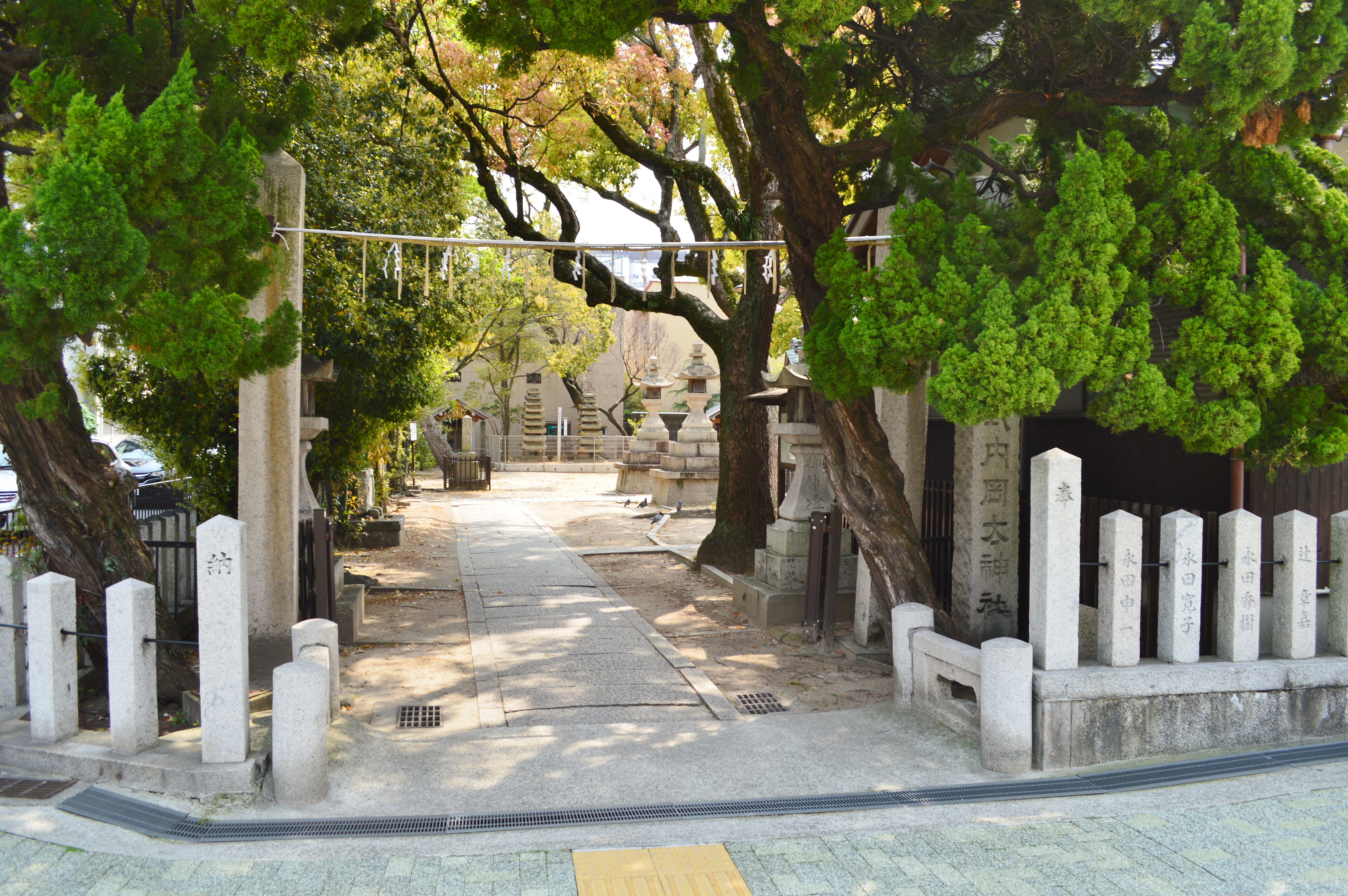
境内入り口

岡太神社（おかたじんじゃ）は、兵庫県西宮市小松南町にある神社。式内社論社で、旧社格は県社。鳴尾地域では最古の神社といわれる。

## 祭神
- 天御中主大神

### 相殿
- 高皇産霊神・素盞嗚神 ・稲田姫神・大己貴神・蘇民将来

## 歴史
社伝に、宇多天皇寛平5年（893年）武庫郡広田の人岡司新五氏がこの地を開発して浜村と称し、延喜元年（901年）広田明神を祀り五穀豊穣を得たという。
- 明治5年（1872年） - 本社の北の元上の宮5柱を合祀[3]。
- 明治6年（1873年）8月 - 村社に列す。
- 明治12年（1879年）4月 - 県社に昇格[4]。
- 平成7年（1995年）1月17日 - 阪神・淡路大震災で社殿倒壊。
- 平成12年（2000年） - 再建。

### 異称
「おかしの宮」という異称があるが、この由来としてはいくつかの説がある。
- 上述のように、「岡司」氏が開いたことによる[5]。
- 武庫行宮にあたる「押照宮」から転じた（ただし、武庫行宮の比定地は別地点が有力である）[6]。
- 後述するように、女装して供物を奉納する祭りが行われており、それが「おかし」と評されたことによる[7]。

## 境内

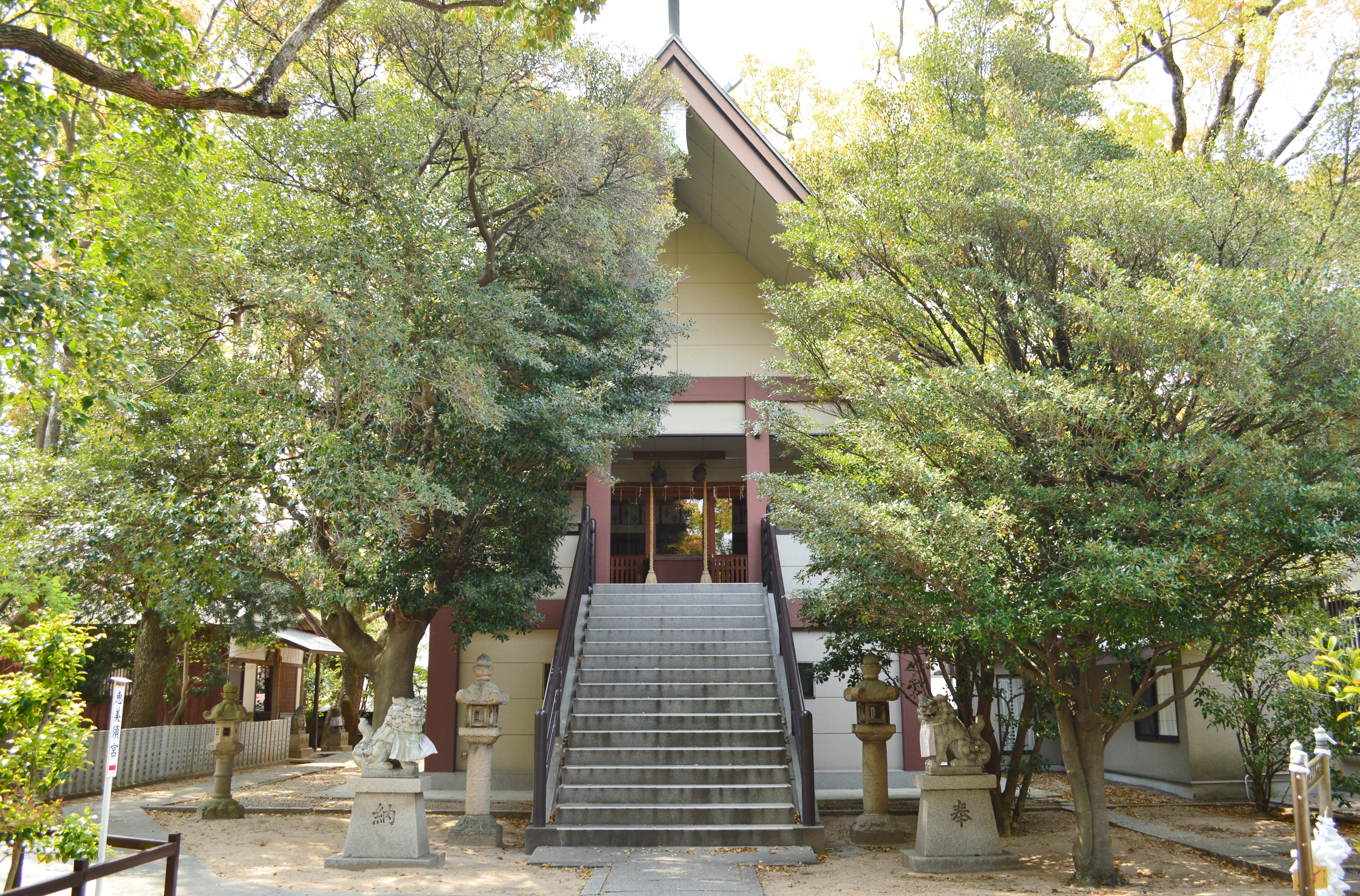
社殿

- 社号標石 - 「岡太社」「小松村」「同志菅広房」と刻銘。 元文6年（1741年）建立。
  - 並河誠所が享保19年（1734年）『五畿内志』の『摂津志』に「岡太神社小松村にあり」と記し、社号標石を設置して式内社と比定した。廣田神社境外摂社で神戸女学院大学構内に鎮座する岡田神社がもう一つの論社となっている。なお、両社とも天御中主大神を祀っているなど、両社に何かしらの関連があるという見方もある[8]。
- 恵美須社 - 社殿左奥に鎮座。祭神：恵美須大神
- 九重供養塔（伝小松内府平重盛卿供養塔）
- 平重盛之城址 - 当社の西南「伏松」という小高い丘が城趾と伝承されている。
- 尼崎藩領界碑 - 石標。「従是東尼崎領」など刻銘。

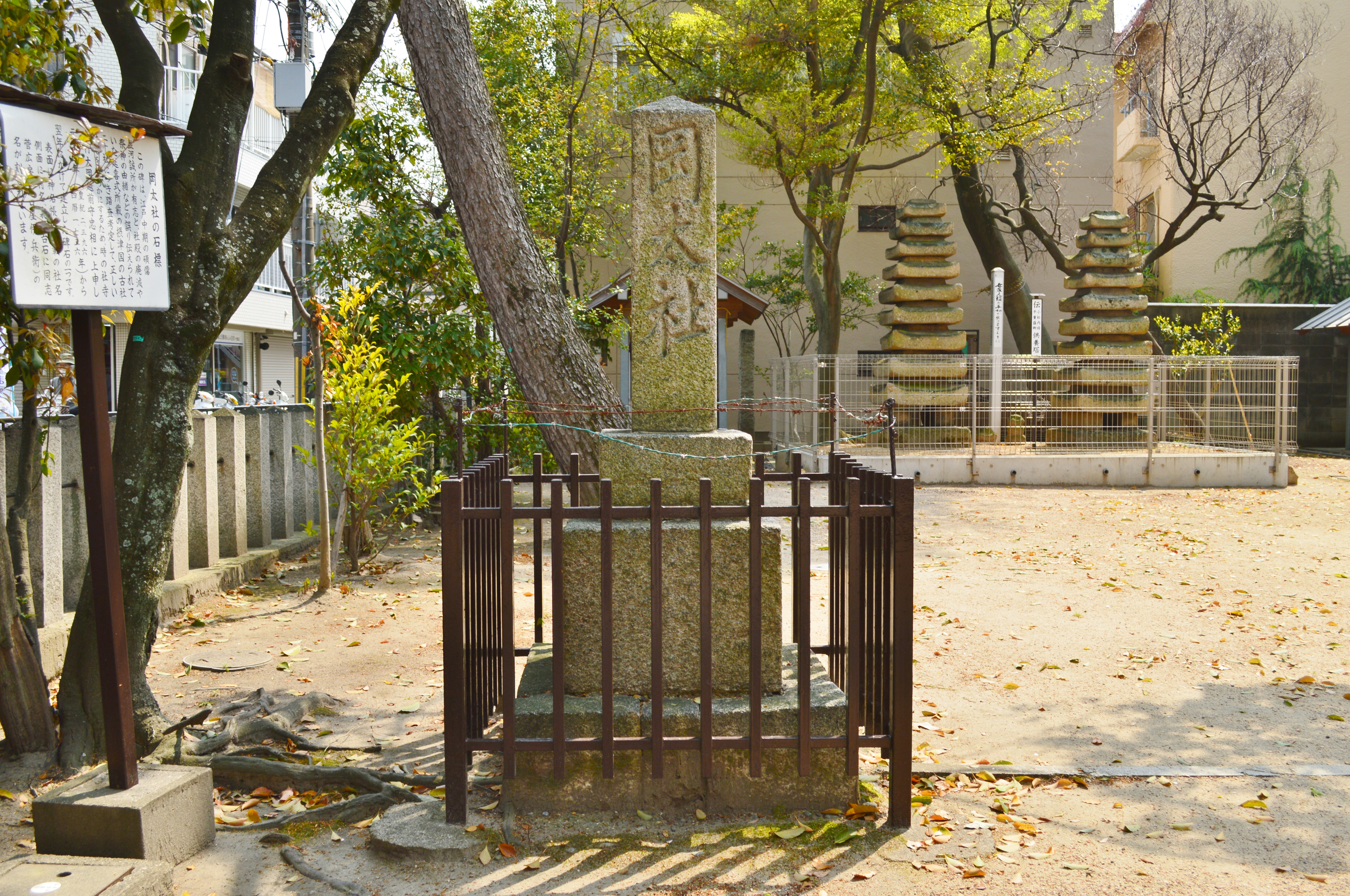
「岡太社」社号標
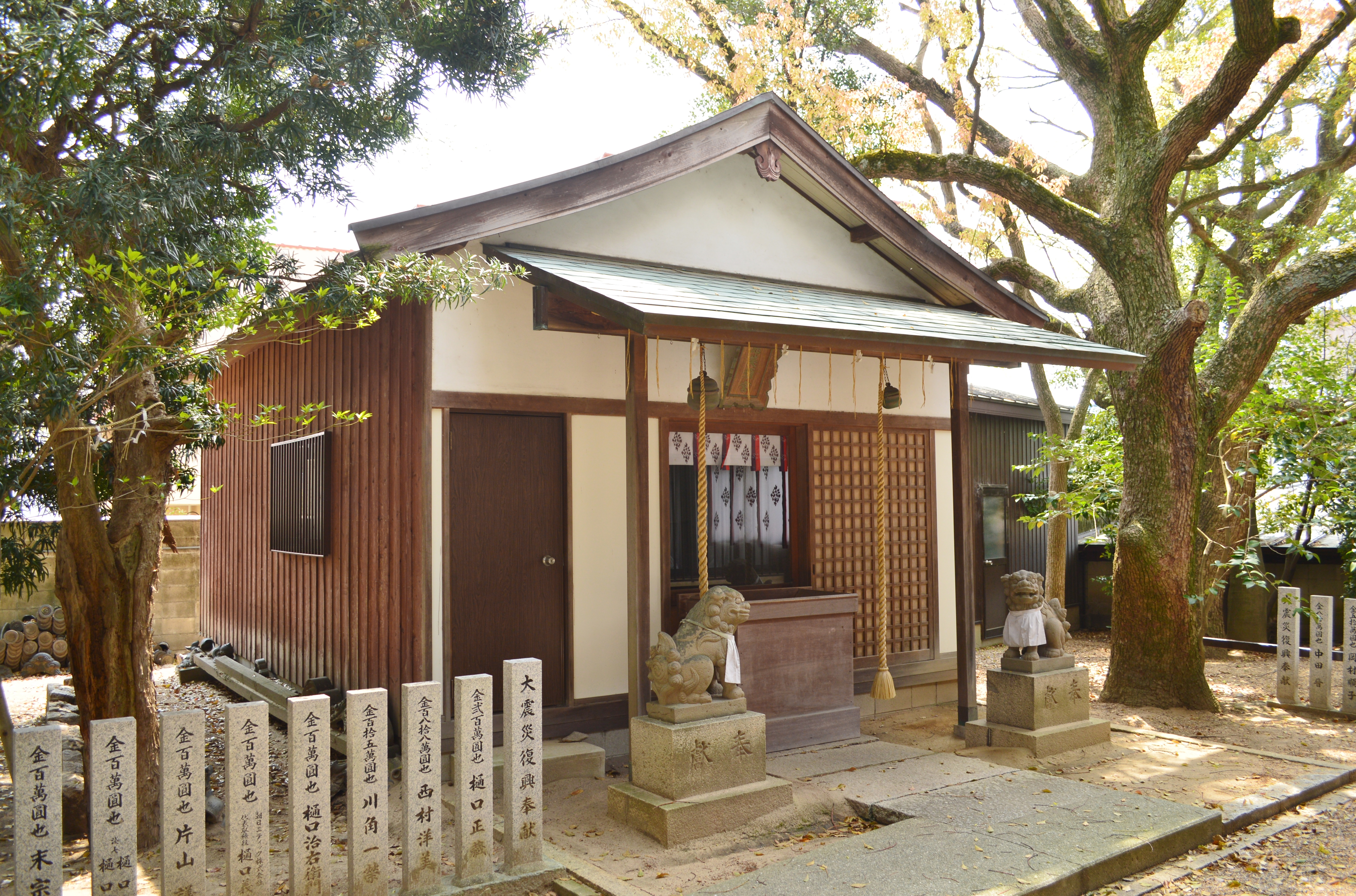
恵比須社
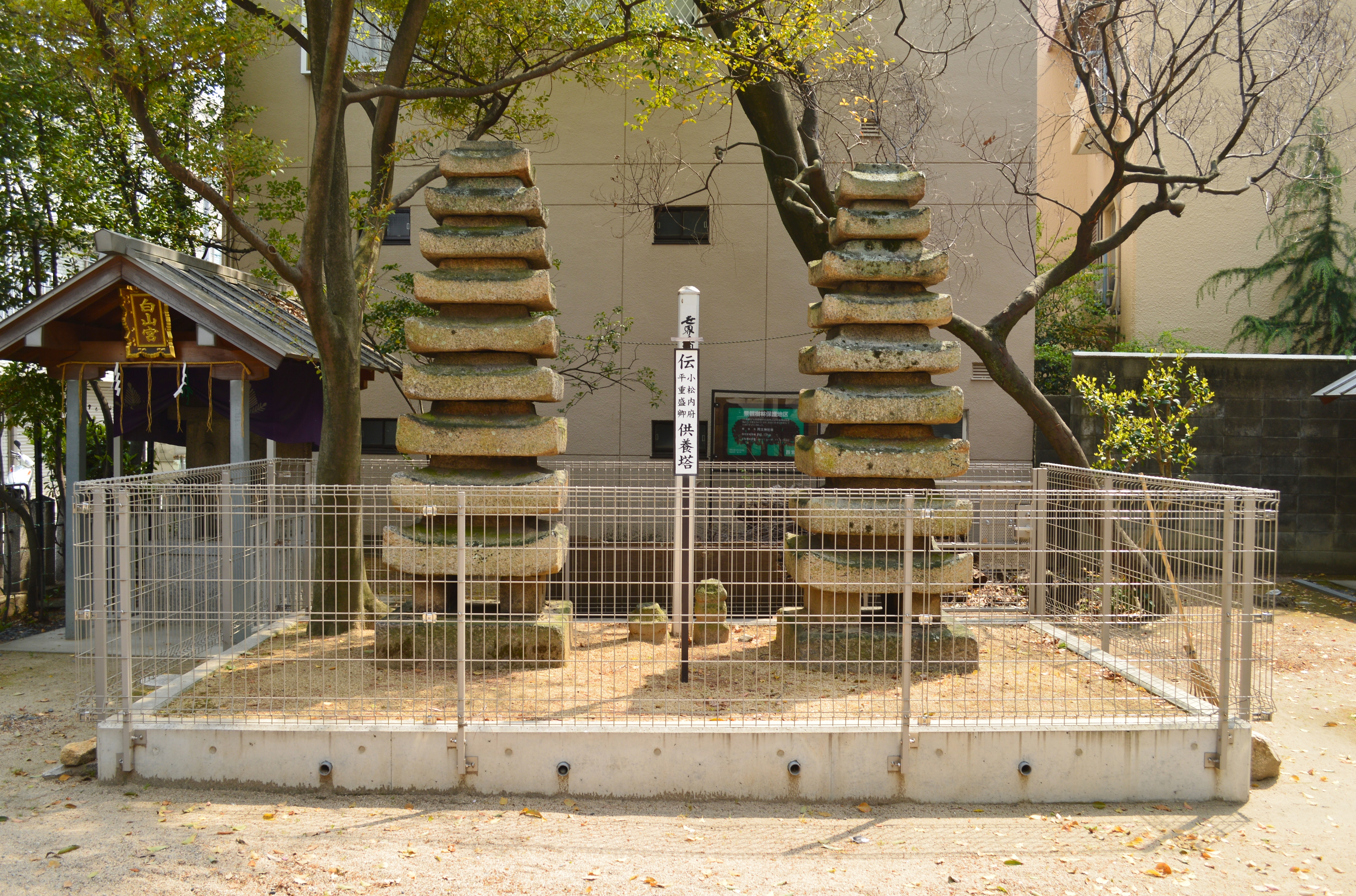
九重供養塔（伝平重盛供養塔）
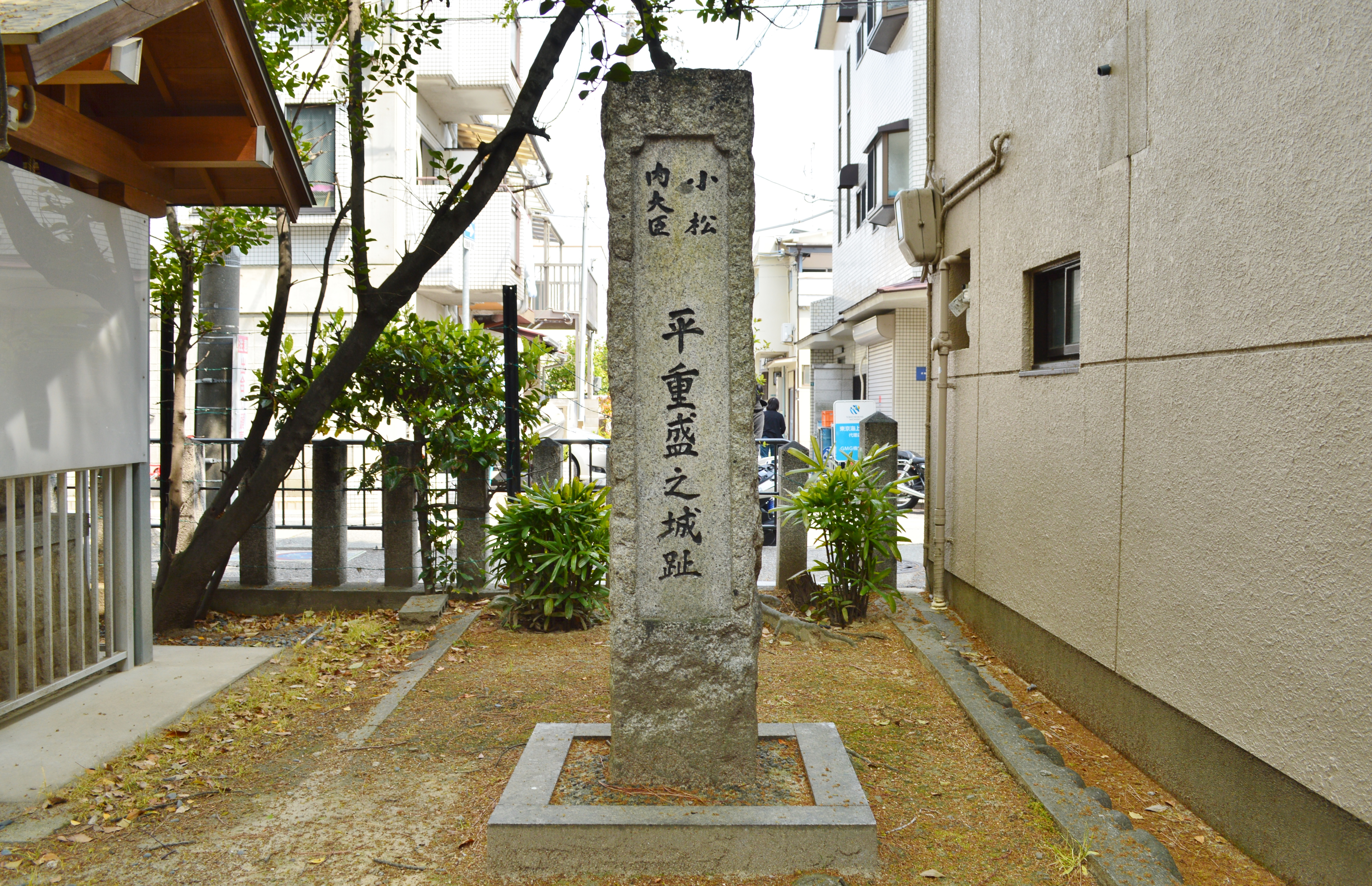
平重盛之城趾碑
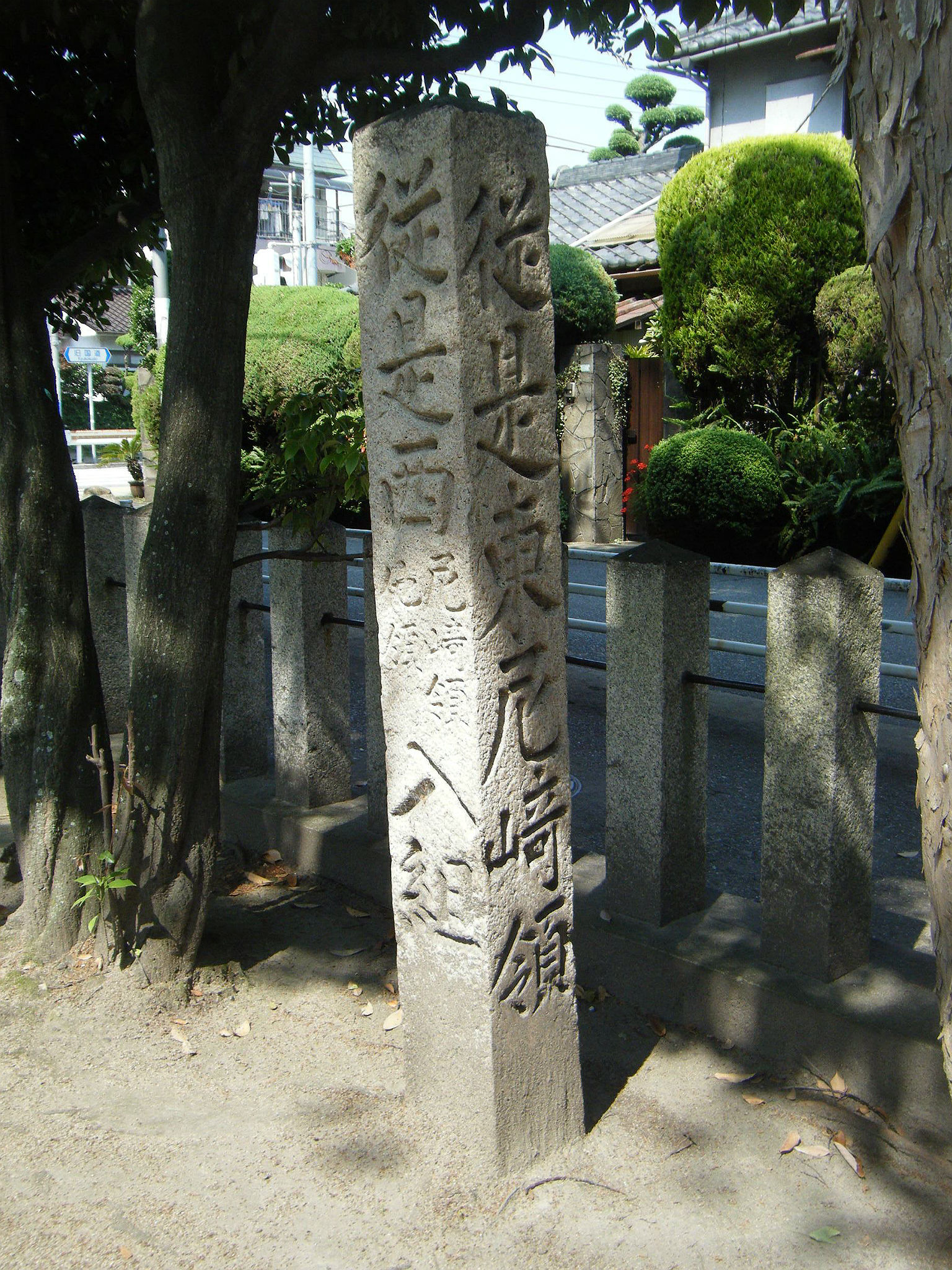
尼崎藩領界碑
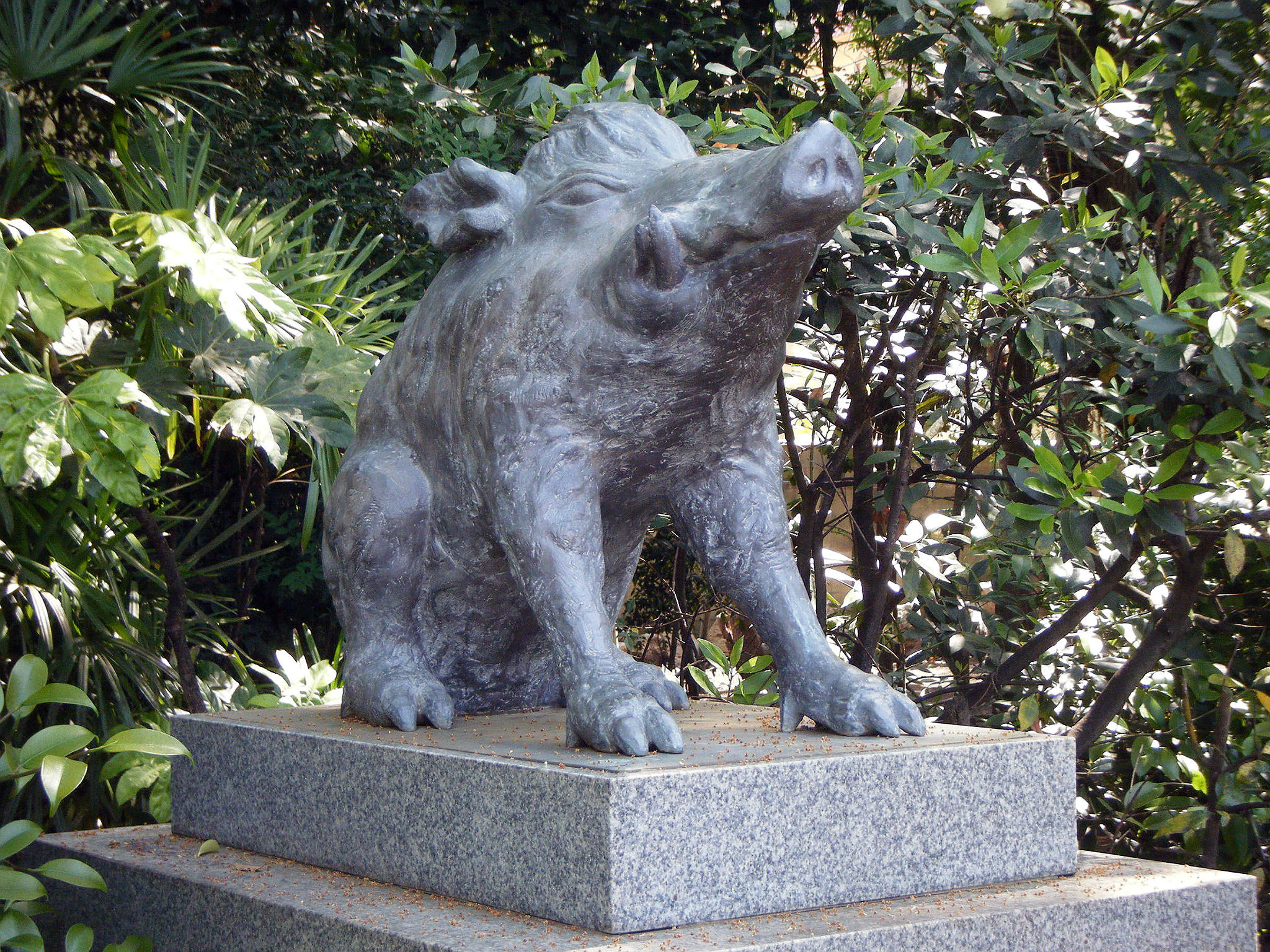
猪像（吽形）
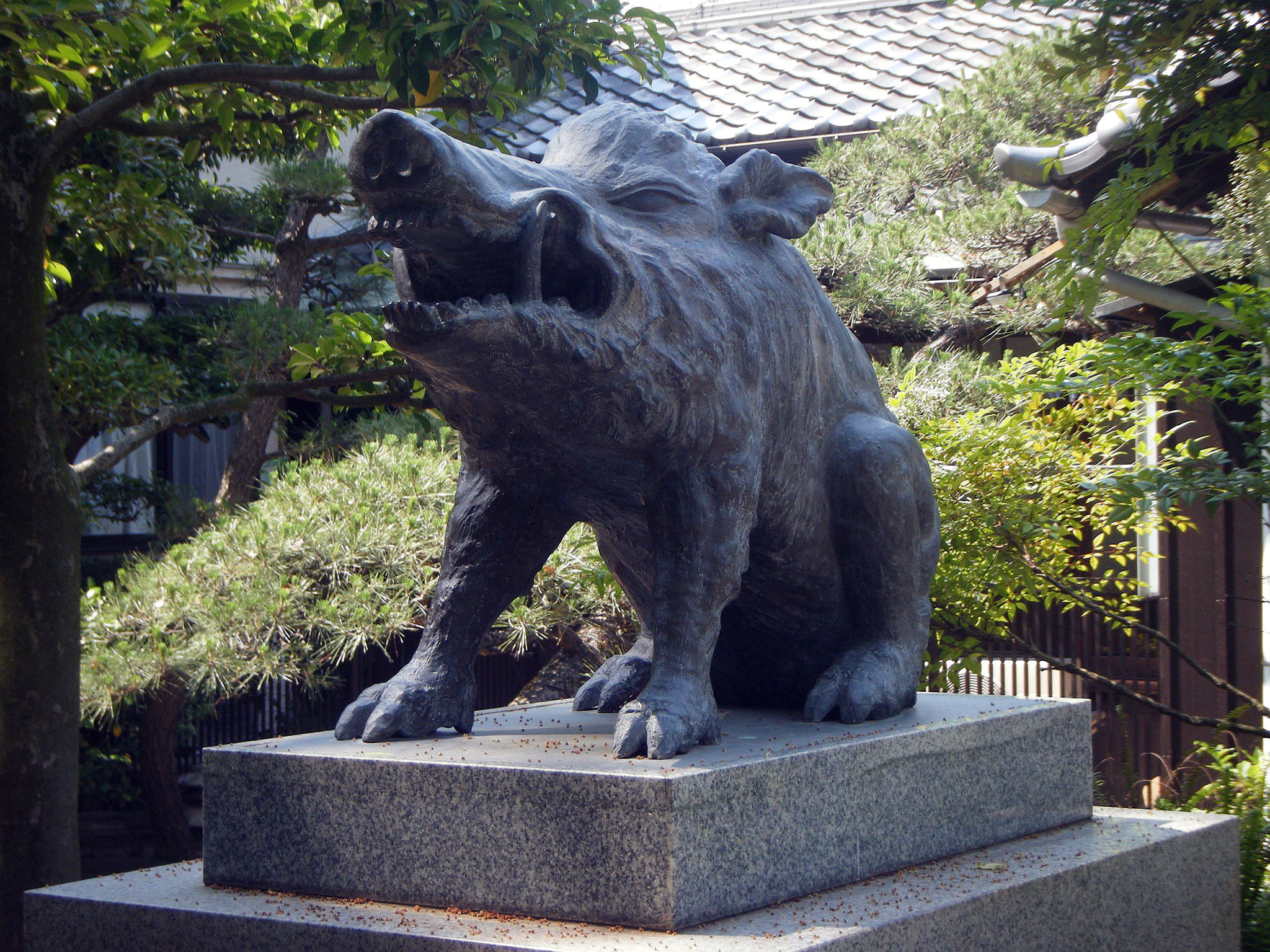
猪像（阿形）

## 祭礼

### 一時上臈
毎年10月11日には、南北の講である「頭屋」が男女のヒトガタである御幣を作り、神饌とともに奉納される。かつては頭屋から神社まで奉納行列が行われていたが、新住民の流入でコミュニティが希薄化し、さらには阪神・淡路大震災がとどめを刺した形となり、平成9年を最後に奉納行列は行われなくなった。
江戸時代には、その年に小松へ嫁いだ女性の衣装を男が着て供物を奉納する形で行われていたというが、これに付随して岩見重太郎が狒々を退治したとする伝説が残っている。

### 静止打
陰暦正月9日に行われていた。この日は西宮神社の蛭児神が静止（しし）を打つ日であり、それを避けるために等覚寺へ逃れた猪（しし）を迎えに行く祭礼であった。のちに途絶しているが、神社の境内には、現在も猪の像が鎮座している。

## 文化財

### 西宮市指定文化財
- 無形民俗文化財
  - 岡太神社一時上臈 - 1984年（昭和59年）3月23日指定[13]。

## 交通アクセス
- 阪神武庫川駅より、北西へ徒歩約6分
- 旧国道（中国街道）に面する[1]。